# دب‌حردان
الحردان بیت حی‌مقتر روستایی از توابع بخش مرکزی شهرستان اهواز در استان خوزستان ایران است.

## جمعیت
این روستا در دهستان اسماعیلیه قرار دارد و براساس سرشماری مرکز آمار ایران در سال ۱۳۹۵، جمعیت آن ۵۹۹ نفر (۲۰۸ خانوار) بوده‌است.